# Fehaid al-Deehani
Fehaid al-Deehani (arabe : فهيد الديحاني), né le 11 octobre 1966 à Koweït, est un tireur koweïtien.

## Palmarès

### Tir aux Jeux olympiques
- 1992, à Barcelone,  Espagne
  - 29e au Trap
- 1996, à Atlanta,  États-Unis
  - 20e au Trap
  - 10e au Double Trap
- 2000, à Sydney,  Australie
  -  Médaille de bronze au Double Trap
- 2004, à Athènes,  Grèce
  - 8e au Double Trap
- 2012, à Londres,  Royaume-Uni
  -  Médaille de bronze au Trap
  - 4e au Double Trap
- 2016, à Rio de Janeiro,  Brésil
  -  Médaille d'or au Double Trap, comme athlète olympique indépendant